# جوزيف فيرنر
جوزيف فيرنر هو رسام سويسري، ولد في 22 يوليو 1637 في برن في سويسرا، وتوفي بنفس المكان في 21 سبتمبر 1710.